# Gérard Darrieu
Cet article possède des paronymes, voir Darrieux et Darrieus.
Gérard Darrieumerlou, dit Gérard Darrieu, est un acteur français, né le 11 septembre 1925 à Arnicourt et mort le 22 janvier 2004 dans le 15e arrondissement de Paris,.

## Biographie
Gérard Darrieu commence sa carrière comme décorateur de théâtre et assistant à la mise en scène. En 1946, il devient comédien, jouant au théâtre, au cinéma et à la télévision. Il fait partie pendant plusieurs années du groupe Les Théophiliens, fondé par Gustave Cohen dans les années 1930. Au théâtre, Il monte sur les planches des théâtres parisiens sous la direction de Robert Hossein puis de bien d'autres, dont Louis Jouvet, Roger Planchon, Jean Vilar, Luchino Visconti ou Roger Blin,. Son physique athlétique et sa voix grave lui conféraient une forte présence sur scène. 
Il est enterré au cimetière parisien de Saint-Ouen (division 30).

## Filmographie
Sauf indication contraire, les informations mentionnées dans cette section peuvent être confirmées par les bases de données cinématographiques  présentes dans la section « Liens externes ».

### Cinéma

#### Années 1940-1950
- 1949 : Dieu a besoin des hommes de Jean Delannoy
- 1950 : Trois Télégrammes d'Henri Decoin
- 1950 : Quai de Grenelle d'Emil-Edwin Reinert
- 1951 : Boîte de nuit d'Alfred Rode - (Le groom)
- 1951 : Trois femmes d'André Michel
- 1951 : Juliette ou la Clé des songes de Marcel Carné - (Un prisonnier)
- 1952 : Le Jugement de Dieu de Raymond Bernard
- 1952 : L'amour n'est pas un péché de Claude Cariven - (Un déménageur)
- 1952 : Le Rideau rouge ou Ce soir on joue Macbeth d'André Barsacq - (Un machiniste)
- 1952 : Rires de Paris de Henry Lepage
- 1952 : Nous sommes tous des assassins de André Cayatte
- 1953 : Le Chasseur de chez Maxim d’Henri Diamant-Berger - (un étudiant reçu au Bac)
- 1954 : Poisson d'avril de Gilles Grangier - (Le livreur de machine à laver)
- 1954 : Le Vicomte de Bragelonne (Il Visconte di Bragelonne) de Fernando Cerchio
- 1955 : Des gens sans importance d'Henri Verneuil - (Le routier au lapin)
- 1955 : Sophie et le Crime de Pierre Gaspard-Huit - (L'agent cycliste au billet de loterie)
- 1956 : Marie-Antoinette reine de France de Jean Delannoy - (Un garde du "Petit-Trianon")
- 1956 : Gervaise de René Clément - (Charles, l'employé de la laverie)
- 1956 : Les Sorcières de Salem de Raymond Rouleau
- 1957 : Incognito de Patrice Dally
- 1957 : Sénéchal le magnifique de Jean Boyer - (Un gangster)
- 1957 : À pied, à cheval et en voiture de Maurice Delbez - (Robert, un conducteur de fourgon mortuaire)
- 1957 : Ascenseur pour l'échafaud de Louis Malle - (Maurice, le concierge)
- 1958 : Sans famille d'André Michel - (Le braconnier)
- 1958 : Maigret tend un piège de Jean Delannoy (Un agent de police, non crédité au générique)
- 1958 : Les Misérables de Jean-Paul Le Chanois - dans la seconde époque - (Feuilly)
- 1958 : Une vie d'Alexandre Astruc - (Le pêcheur)
- 1958 : Les Tricheurs de Marcel Carné - (Le camionneur)
- 1958 : Les Naufrageurs de Charles Brabant
- 1958 : Le fauve est lâché de Maurice Labro
- 1959 : Les Dragueurs de Jean-Pierre Mocky - (Un ami de Freddy)
- 1959 : Un témoin dans la ville d'Édouard Molinaro - (Pierre, un collègue d'Ancelin)
- 1959 : Mademoiselle Ange de Géza von Radványi - (Le chef de l'aéroport)
- 1959 : Signé Arsène Lupin de Yves Robert

#### Années 1960
- 1960 : Au voleur (L'Affaire Nabob) de Ralph Habib
- 1960 : Comment qu'elle est ? de Bernard Borderie - (Paulo)
- 1960 : Normandie-Niémen de Jean Dréville - (Le Guen)
- 1960 : La Chatte sort ses griffes d'Henri Decoin - (Jean-Lou)
- 1960 : La Corde raide de Jean-Charles Dudrumet - (Un gendarme)
- 1960 : La Millième Fenêtre de Robert Ménégoz - (M. Billois)
- 1960 : Le Caïd de Bernard Borderie - (Le flic à la conférence)
- 1960 : Un couple de Jean-Pierre Mocky - (M. Mignon)
- 1961 : La Famille Fenouillard d'Yves Robert - ("Souris-Bibi")
- 1961 : Les Trois Mousquetaires : La Vengeance de Milady de Bernard Borderie
- 1961 : Le Caporal épinglé de Jean Renoir - (L'homme qui louche)
- 1962 : Arsène Lupin contre Arsène Lupin de Édouard Molinaro - (Un matelot du "Danaé")
- 1963 : Kriss Romani de Jean Schmidt - (Bello)
- 1963 : Le Chevalier de Maison Rouge de Claude Barma - version en deux époques pour le cinéma du feuilleton télévisé -
- 1964 : Le Temps d'une nuit court-métrage de François Bouchet
- 1964 : Laissez tirer les tireurs de Guy Lefranc - (Raoul)
- 1964 : Les Barbouzes de Georges Lautner : l'agent Fiduc
- 1964 : Week-end à Zuydcoote d'Henri Verneuil - (Un sergent-chef)
- 1965 : Les Gorilles de Jean Girault - (Un complice de Lebavard)
- 1965 : Qui êtes-vous, Polly Maggoo ? de William Klein - (Le caméraman)
- 1965 : Ecce homo de Alain Saury - court métrage, documentaire : uniquement la voix -
- 1966 : Sale temps pour les mouches de Guy Lefranc - (Neunoeil)
- 1966 : La Sentinelle endormie de Jean Dréville - (Boissier)
- 1966 : Les malabars sont au parfum de Guy Lefranc - (Petrossian, l'agent russe)
- 1966 : Mademoiselle de Tony Richardson - (Boulet)
- 1967 : Un homme de trop de Costa-Gavras - (Le camionneur)
- 1968 : Z de Costa-Gavras : Barone, un marchand de figues, amateur d'oiseaux chanteurs et militant d'extrême droite
- 1968 : Astérix et Cléopâtre de René Goscinny et Albert Uderzo - dessin animé : uniquement la voix -
- 1969 : L'Auvergnat et l'Autobus de Guy Lefranc - (Le second receveur)
- 1969 : La Barrière de Jean-Claude Huisman - moyen métrage -

#### Années 1970
- 1970 : L'Aveu de Costa-Gavras - (Un policier)
- 1970 : Laisse aller... c'est une valse de Georges Lautner
- 1970 : Mais ne nous délivrez pas du mal de Joël Séria - (Emile)
- 1971 : Décembre de Mohammed Lakhdar-Hamina
- 1972 : Le Gang des otages d'Édouard Molinaro - (Maurice Perret)
- 1973 : L'Affaire Dominici de Claude Bernard-Aubert - (Clovis Dominici, le fils aîné)
- 1975 : La Traque de Serge Leroy - (Maurois)
- 1977 : Paradiso de Christian Bricout - (Le père)
- 1979 : Mon oncle d'Amérique d'Alain Resnais - (Léon Veestrate)

#### Années 1980-1990
- 1981 : Le Professionnel de Georges Lautner - (L'instructeur Picard)
- 1982 : Les Princes de Tony Gatlif - (Un gendarme)
- 1983 : Sarah de Maurice Dugowson - (Un belge)
- 1983 : P'tit Con de Gérard Lauzier - (Un légionnaire)
- 1990 : Netchaïev est de retour de Jacques Deray - (L'imprimeur)

### Télévision
- 1957 : Sainte Jeanne de Claude Loursais
- 1962 : L'inspecteur Leclerc enquête, épisode : La Filière de Maurice Delbez
- 1963 : Le Chevalier de Maison-Rouge de Claude Barma : Patard
- 1964 : Commandant X - épisode : Le Dossier cours d'assises de Jean-Paul Carrère
- 1964 : Thierry la Fronde de Robert Guez, épisode Thierry et l'archiprêtre La Ferté
- 1965 : Les Cinq Dernières Minutes, épisode Bonheur à tout prix de Claude Loursais
- 1966 : Corsaires et Flibustiers de Claude Barma
- 1966 : En votre âme et conscience, épisode : Le Secret de la mort de monsieur Rémy de Jean Bertho
- 1968 : Les Chevaliers du ciel Saison 2 : Lurot
- 1970 : Au théâtre ce soir : Douze hommes en colère de Reginald Rose, mise en scène Michel Vitold, réalisation Pierre Sabbagh, Théâtre Marigny
- 1971 : Si j'étais vous d'Ange Casta
- 1971 : L'homme d'Orlu de Jacques Krier [6]
- 1971 : Le Voyageur des siècles de Jean Dréville
- 1972 : François Gaillard ou la vie des autres, feuilleton télévisé de Jacques Ertaud - épisode : Julien - Julien Combrée
- 1972 : La Tuile à loups de Jacques Ertaud : Justin Belard
- 1972 : Les Rois maudits de Claude Barma d'après Maurice Druon : le bourreau
- 1973 : Ton amour et ma jeunesse d'Alain Dhénaut, feuilleton télévisé : Raoul Puiseux
- 1974 : Au théâtre ce soir : Edmée de Pierre-Aristide Bréal, mise en scène Michel Roux, réalisation Georges Folgoas, Théâtre Marigny : Léon
- 1975 : Le Père Amable de Claude Santelli
- 1976 : Messieurs les jurés L'Affaire Jasseron d'André Michel : Charles Jasseron, l'accusé
- 1977 : Commissaire Moulin, saison 1, épisode Marée basse : Bulocq
- 1978 : Émile Zola ou la Conscience humaine de Stellio Lorenzi
- 1980 : Papa Poule de Roger Kahane, saison 1 "Une sacrée journée du Papa Poule" : l'agent de sécurité
- 1981 : Au bout du chemin de Daniel Martineau
- 1981 : Les Enquêtes du commissaire Maigret de Jean-Paul Sassy, épisode : La Danseuse du Gai-Moulin
- 1981 : Julien Fontanes, magistrat de Jean Pignol, épisode Un si joli petit nuage
- 1981 : Sans famille de Jacques Ertaud
- 1983 : Le Crime de Pierre Lacaze de Jean Delannoy
- 1986 : Félicien Grevèche
- 1989 : Jeanne d'Arc, le pouvoir et l'innocence de Pierre Badel
- 1993 : La Dame de Lieudit de Philippe Monnier
- 1999 : PJ : Maxime Fournier
- 2002 : Le Champ Dolent, le roman de la Terre d'Hervé Baslé

### Doublage
- 1960 : Le Géant de Thessalie : Alcée (Gil Delamare)
- 1968 : Il était une fois dans l'Ouest : le barman (Lionel Stander)

## Théâtre
Sauf indication contraire ou complémentaire, les informations mentionnées dans cette section peuvent être confirmées par la base de données Les Archives du spectacle.
- 1949 :Les Voyous de Robert Hossein, mise en scène de l'auteur, Théâtre du Vieux-Colombier
- 1949 : Le Roi pêcheur de Julien Gracq, mise en scène Marcel Herrand, Théâtre Montparnasse
- 1950 : Junon et le Paon de Seán O'Casey, mise en scène Philippe Kellerson, Théâtre de l'Œuvre
- 1951 : Dieu le savait ! d'Armand Salacrou, mise en scène Jean Mercure, Théâtre Saint-Georges
- 1952 : La Jacquerie de Prosper Mérimée, mise en scène Clément Harari, Théâtre Charles de Rochefort
- 1952 : La Jarre de Luigi Pirandello, mise en scène Jacques Mauclair, Théâtre de Babylone
- 1952 : Spartacus de Max Aldebert, mise en scène Jean-Marie Serreau, Théâtre de Babylone
- 1953 : L'Alouette de Jean Anouilh, mise en scène de l'auteur et Roland Piétri, Théâtre Montparnasse
- 1954 : Les Sorcières de Salem d'Arthur Miller, mise en scène Raymond Rouleau, Théâtre Sarah-Bernhardt
- 1956 : Les Sorcières de Salem de Arthur Miller, mise en scène Raymond Rouleau, Théâtre des Célestins
- 1956 : Nemo d'Alexandre Rivemale, mise en scène Jean-Pierre Grenier, Théâtre Marigny
- 1956 : L'Œuf de Félicien Marceau, mise en scène André Barsacq, Théâtre de l'Atelier
- 1957 : Le Théâtre d'Antoine de Charles Prost, mise en scène Marc Gentilhomme, Théâtre de Lutèce
- 1958 : Cinq Hommes et un pain d'Hermann Rossmann, mise en scène Raymond Hermantier, Théâtre Hébertot
- 1959 : Tueur sans gages d'Eugène Ionesco, mise en scène José Quaglio, Théâtre Récamier
- 1959 : Becket ou l'Honneur de Dieu de Jean Anouilh, mise en scène de l'auteur et Roland Piétri, Théâtre Montparnasse
- 1961 : Dommage qu'elle soit une putain de John Ford, mise en scène Luchino Visconti, Théâtre de Paris
- 1962 : Trois fois le jour de Claude Spaak, mise en scène Daniel Leveugle, Théâtre de l'Athénée
- 1962 : Lulu de Frank Wedekind, mise en scène François Maistre, Théâtre de l'Athénée
- 1964 : Le Singe velu d'Eugene O'Neill, mise en scène Hubert Gignoux, Centre dramatique de l'Est
- 1964 : Luther de John Osborne, mise en scène Georges Wilson, Festival d'Avignon
- 1964 : Le Dossier Oppenheimer de Jean Vilar, mise en scène Jean Vilar, Théâtre de l'Athénée
- 1965 : Luther de John Osborne, mise en scène Georges Wilson, TNP Théâtre de Chaillot
- 1965 : George Dandin de Molière, mise en scène Stéphan Meldegg, Théâtre de l'Athénée
- 1967 : Mort d'une baleine de Jacques Jacquine, mise en scène Pierre Valde, Comédie de Paris
- 1970 : Douze Hommes en colère de Reginald Rose, mise en scène Michel Vitold, Théâtre Marigny
- 1971 : La Cigogne d'Armand Gatti, mise en scène Pierre Debauche, Théâtre des Amandiers
- 1974 : Les Émigrés de Sławomir Mrożek, mise en scène Roger Blin, Théâtre d'Orsay
- 1977 : L'Otage de Paul Claudel, mise en scène Guy Rétoré, Théâtre de l'Est parisien
- 1978 : Changement à vue de Loleh Bellon, mise en scène Yves Bureau, Théâtre des Mathurins
- 1979 : Changement à vue de Loleh Bellon, mise en scène Yves Bureau, Théâtre Tristan-Bernard
- 1982 : Spectacle Ionesco d'après Eugène Ionesco, mise en scène Roger Planchon, TNP de Villeurbanne
- 1987 : Désir sous les ormes d'Eugene O'Neill, mise en scène Claudia Morin, Théâtre de l'Athénée-Louis-Jouvet
- 1987 : L'Hurluberlu ou le Réactionnaire amoureux de Jean Anouilh, mise en scène Gérard Vergez, Théâtre du Palais-Royal
- 1989 : Dialogues d'exilés de Bertolt Brecht, mise en scène Georges Vitaly, Théâtre du Lucernaire